# Neurhede
Neurhede ist ein Ortsteil im Südwesten der Gemeinde Rhede (Ems) im Landkreis Emsland in Niedersachsen.

## Geographie

### Geographische Lage
Neurhede liegt zwischen Leer und Meppen, direkt an der holländischen Grenze. Neurhede hat 471 Einwohner (Stand 1. Januar 2014) und erstreckt sich über eine Fläche von 5,95 km².

### Nachbargemeinden
Sie grenzt im Norden an den Ortsteil Rhede, im Osten an den Ortsteil Borsum, im Süden an die Gemeinde Heede in der Samtgemeinde Dörpen und im Westen an die Niederlande. Der niederländische Grenzort trägt den Namen Bourtange und gehört zur Gemeinde Westerwolde.

## Geschichte
Neurhede wurde am 3. Juli 1788 gegründet, als 37 Bauern südlich von Rhede eine Moorkolonie im Bourtanger Moor gründeten.
Am 1. Januar 1973 wurde die frühere Samtgemeinde Rhede in eine Einheitsgemeinde umgewandelt. Die einst selbstständige Gemeinde Neurhede wurde ein Ortsteil der heutigen Gemeinde Rhede.

### Einwohnerentwicklung
| Jahr | Einwohner | Einwohnerdichte |
| ---- | --------- | --------------- |
| 1821 | 383       | 64              |
| 1848 | 531       | 89              |
| 1871 | 486       | 82              |
| 1885 | 495       | 83              |
| 1905 | 545       | 92              |
| 1925 | 544       | 91              |
| 1933 | 578       | 97              |
| 1939 | 575       | 97              |
| 1946 | 626       | 105             |
| 1950 | 679       | 114             |
| 1956 | 579       | 97              |
| 1961 | 535       | 90              |
| 1970 | 499       |                 |
| 2012 | 489       |                 |

## Politik

### Ortsrat
In der Ortschaft Neurhede wird ein Ortsrat mit fünf Mitgliedern im Sinne der §§ 90, 91 NKomVG gebildet. Ratsmitglieder, die in der Ortschaft wohnen, gehören dem Ortsrat mit beratender Stimme an.
Bei der Kommunalwahl 2021 ergab sich folgende Sitzverteilung:
- CDU: 5 Sitze

### Ortsbürgermeister
Frank Hunfeld ist Ortsbürgermeister von Neurhede.